# Sega AM1
Sega Wow es una compañía de videojuegos Sega, que resultó de la fusión de Wow Entertainment y Overworks en el año 2003. El 1 de julio de 2004, las filiales de Sega, Wow Entertainment, Amusement Vision, Hitmaker, Smilebit, Sega Rosso, y United Game Artists reintegrados en Sega durante la fusión entre Sega y Sammy en 2005, y Holding (Sega Sammy Holdings), se formó. Las filiales dejaron de existir y se cambió el nombre.

## Historia

### Wow Entertainment
Wow Entertainment era un desarrollador en la empresa Sega antes conocida como AM1. Son el más famoso por la serie The House of the Dead.

### Overworks
Overworks (conocido internamente como AM7 y comercialmente como Team Shinobi) fue el grupo de desarrollo de videojuegos de Sega responsable de series como Skies of Arcadia, Streets of Rage (videojuego), The Revenge of Shinobi, Sakura Wars, y Phantasy Star.

### Juegos desarrollados como Wow Entertainment
- The House of the Dead (1996)
- Airline Pilots (1999)
- The House of the Dead 2 (1999)
- Brave Fire Fighters (1999)
- Zombie Revenge (1999)
- Sega GT (2000)
- SEGA Marine Fishing (2000)
- SEGA Strike Fighter (2000)
- Sports Jam (2001)
- Wave Runner GP (2001)
- Alien Front (2001)
- Wild Riders (2001)
- Vampire Night (2001)
- Sega GT 2002 (2002)

### Juegos desarrollados como Overworks
- Skies of Arcadia (2000)
- Sakura Taisen 3 (2000)
- Sakura Taisen 4 (2001)
- Shinobi (2002) (2002)
- Sakura Taisen: Atsuki Chishio Ni (2003)

### Juegos desarrollados como Sega Wow Overworks
- The House of the Dead 3 (2003)
- Nightshade (2003)
- Blood Will Tell (2004)
- The House of the Dead 4 (2005)

## Legado
El equipo se dividió de nuevo en divisiones separadas para juegos de consola y videojuegos arcade. La tarjeta de batalla del juego arcade Sangokushi Taisen es, con mucho, el mayor éxito que el equipo tuvo en las salas de juego. Valkyria Chronicles fue un RPG muy aclamado con varios premios. Desde 2014, el equipo de juegos arcade que incluyó juegos para teléfonos inteligentes, tuvo otra vez una aparición de Internet.